# Rita Ináncsi
Rita Ináncsi, madžarska atletinja, * 6. januar 1971, Budimpešta, Madžarska.
Nastopila je na poletnih olimpijskih igrah v letih 1992, 1996 in 2000, leta 1996 je osvojila šesto mesto v sedmeroboju. Na svetovnih prvenstvih je v isti disciplini osvojila bronasto medaljo leta 1995, na evropskih prvenstvih srebrno medaljo leta 1994, ko tudi na
evropskih dvoranskih prvenstvih v peteroboju istega leta.